# Bofors

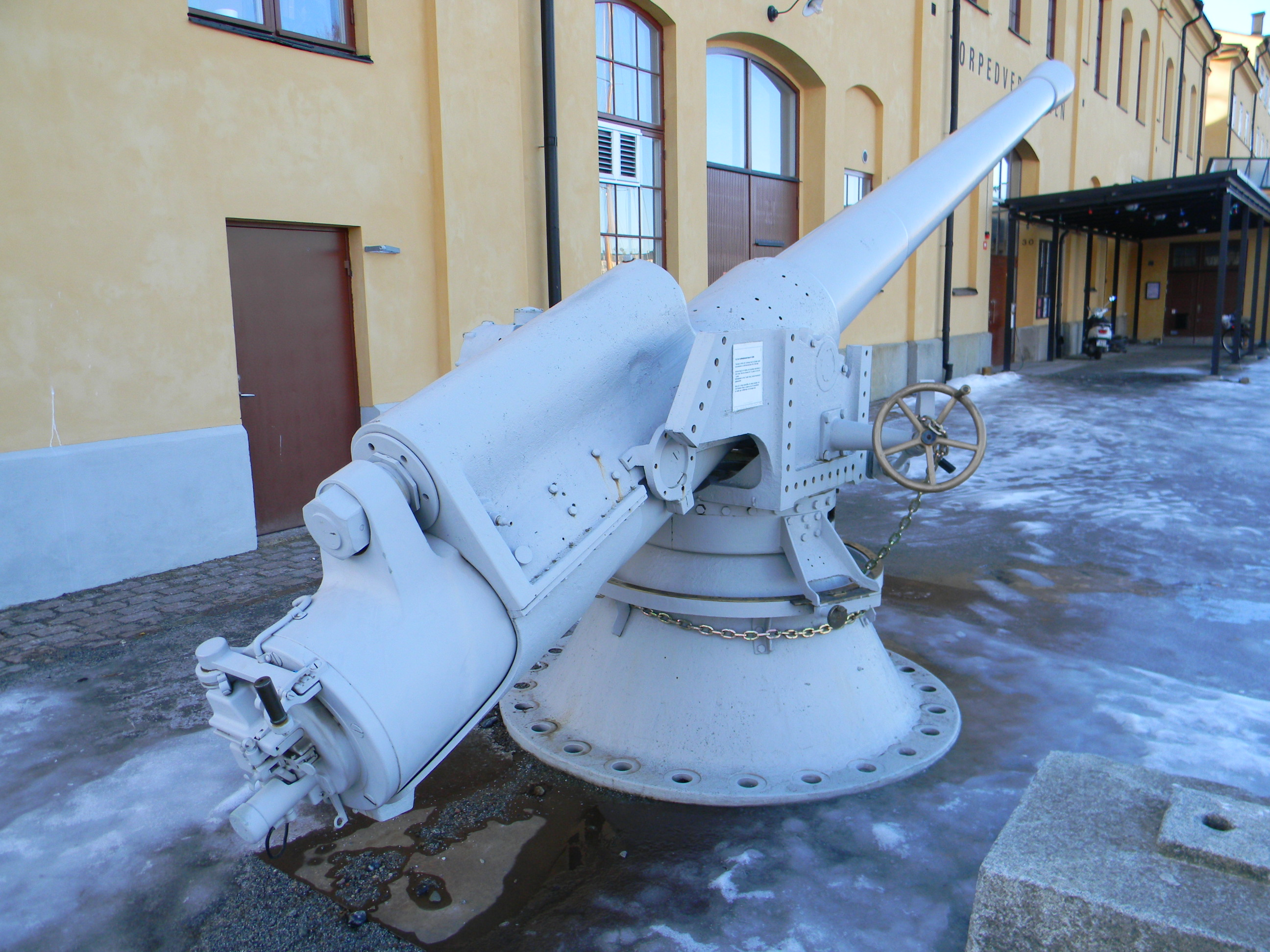
15,2cm-marinekanon M 1898

Bofors was een Zweedse wapenfabrikant die onder meer bekend is van het 40mm-luchtafweergeschut dat de fabriek maakte tijdens de Tweede Wereldoorlog. Het bedrijf werd opgericht in 1646 en ontleende de naam aan een hamermolen die zijn oorsprong vindt in de 17e eeuw. In 1894 werd Bofors overgenomen door Alfred Nobel, die echter door zijn overlijden het bedrijf niet meer kon uitbouwen.
In 2000 is het bedrijf gesplitst, dit was het gevolg van de aankoop van Celsius, het moederbedrijf van Bofors, door Saab. Saab verkocht een deel door aan United Defense Industries en hield zelf de raketdivisie. Daardoor zijn er nu twee bedrijven die de naam Bofors voeren, namelijk BAE Systems Bofors (onderdeel van BAE Systems) en Saab Bofors Dynamics (onderdeel van Saab).